# Богдан (корпорация)
Корпорация «Богда́н» — бывшая украинская автомобилестроительная корпорация, была одним из главных производителей на автомобильном рынке Украины. Существовала в 2005—2022 годах.
Корпорация «Богдан» создана в феврале 2005 года путём объединения нескольких предприятий с целью реализации масштабных инвестиционных проектов, направленных на создание на Украине мощностей по производству автотранспортных средств различных типов.
Производственные мощности корпорации «Богдан» позволяли изготавливать 120—150 тысяч легковых автомобилей, до 9 тысяч автобусов и троллейбусов во всех классах, а также около 15 тысяч грузовых и специализированных автомобилей. Заводы компании располагались в Луцке (Автосборочный завод «Богдан» № 1) и Черкассах.
В декабре 2020 года начата процедура банкротства компании, завод в Черкассах прекратил производство. 7 июня 2022 года компания была признана банкротом и началась её ликвидация. В августе 2022 года имущество черкасского и луцкого заводов было выставлено на продажу.

## История

### 1990-е года
В 1992 году зародился бизнес, начались продажи автомобилей ГАЗ, Иж, Москвич, УАЗ, а в 1996 году — Kia.
В 1998 году был приобретен Черкасский авторемонтный завод (в дальнейшем ОАО «Черкасский автобус»).
В 1999 году было подписано соглашения о дистрибуции автомобилей Hyundai на Украине. В том же году на предприятии «Черкасский автобус» начато производство автобусов «Богдан» малого класса.

### 2000-е года

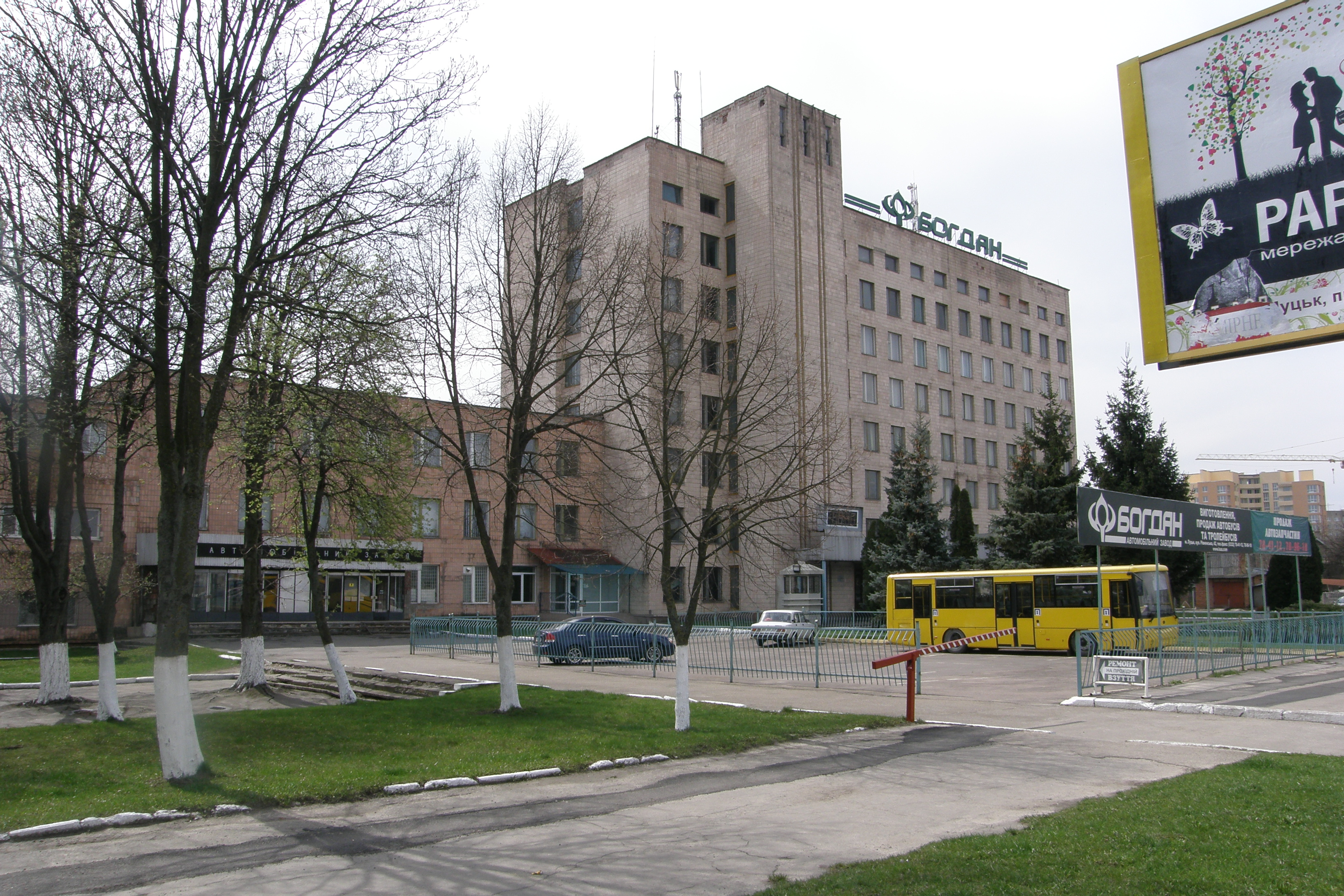
Луцкий автомобильный завод

В 2000 году был приобретен Луцкий автомобильный завод.
В апреле 2004 года было подписано генеральное соглашение с Isuzu Motors Limited (Япония), в соответствии с которым компания «Богдан» получила право продавать автобусы «Isuzu» украинского производства на территории Украины под названием «Богдан» (за пределами Украины — под наименованием «Isuzu»).
22 февраля 2005 года была создана корпорация «Богдан». С 31 марта 2005 года правительство Украины установило 20%-ю пошлину на импорт автомобилей (с августа 2005 года она была увеличена до 25 %), это стимулировало развитие автосборочного производства. Всего в 2005 году корпорация выпустила 2185 автобусов и грузовиков.
28 февраля 2006 года корпорация «Богдан», «Isuzu Motors Limited» (Япония) и «Sojitz Corporation» (Япония) подписали трёхсторонний договор о создании совместного предприятия ЗАО «Автомобильная компания Исузу Украина» по продажам автомобилей на территории Украины. В дальнейшем на автомобильной выставке SIA-2006 (Киев) был представлен автобус Богдан А100, построенный на шасси грузовика Isuzu NQR.
В апреле 2006 года состоялось открытие первой очереди автобусного производства в Луцке.
В 2007 году было подписано соглашение с южнокорейской корпорацией Hyundai о лицензионном производстве по методу CKD (сварка, покраска, сборка) трёх моделей легковых автомашин: сначала Hyundai Tucson, а затем Hyundai Accent и Hyundai Elantra XD. В этом же году было объявлено о намерении начать производство троллейбусов (в феврале 2007 г. на базе автобуса А231 был изготовлен первый демонстрационный образец троллейбуса).
В дальнейшем на состояние автомобильной промышленности Украины оказало влияние вступление Украины в ВТО весной 2008 года.
28 мая 2008 года корпорация объявила о намерении начать производство автобусов туристического класса в сентябре 2008 года. Первые 12 автобусов модели «Богдан А401.60» планировалось выпустить до конца 2008 года.
20 июня 2008 года было введено в эксплуатацию первое за время существования независимой Украины автомобилестроительное предприятие — завод ДП «Автосборочный завод № 3» ПАО «Автомобильная Компания „Богдан Моторс“» по крупноузловой сборке грузовых автомобилей в Черкассах на 4 тысячи рабочих мест. Объём инвестиций в этот проект составил более 330 млн долларов.
Весной 2009 года произошли изменения среди собственников корпорации: Пётр Порошенко продал свою долю акций Олегу Свинарчуку.
6 апреля 2009 года корпорация «Богдан» приняла решение разорвать партнёрские отношения с южнокорейским автопроизводителем Kia Motors Co. и прекратить сбыт автомашин Kia на территории Украины.
29 октября 2009 года, после завершения капитализации ЛуАЗа (в результате которой все производственные активы вошли в состав одного предприятия — ОАО «ЛуАЗ»), Луцкий автомобильный завод был переименован в ОАО «Автомобильная Компания „Богдан Моторс“».
В конце 2009 года началось производство легкового коммерческого автомобиля Богдан-2310 на базе ВАЗ-2110.

### 2010-е года
Весной 2010 года на базе автомобиля ВАЗ-2110 было начато производство Богдан-2312.
Летом 2010 года «Богдан» и чешский производитель электрооборудования «Cegelec» подписали соглашение о совместном производстве троллейбусов.
7 декабря 2010 года для МВД Украины были поставлены 10 автобусов для перевозки заключённых, изготовленные на базе автобусов Богдан А092.
В марте 2011 года ОАО «Черкасский автобус» было выведено из корпорации «Богдан» после продажи контрольного пакета акций, производство автобусов было сосредоточено на вошедшем в состав корпорации Луцком автомобильном заводе.
В январе — сентябре 2011 года корпорация выпустила 15,9 тысяч автомашин.
В ноябре 2011 года корпорация объявила о намерении начать серийное производство автобусов малого класса серии Богдан А20 на агрегатной базе Hyundai.
В июле 2012 года в связи с отсутствием спроса приостановились продажи автобусов «Богдан» на внутреннем рынке Украины (в сентябре 2012 был выпущен ещё один автобус).
1 сентября 2012 года в России был введён утилизационный сбор на автомашины, что привело к снижению конкурентоспособности автомобилей украинского производства, в наибольшей степени пострадала корпорация «Богдан» (поставлявшая в Россию свыше 50 % выпущенной продукции). В 2012 году корпорация сократила объём производства автомашин на 36,2 %, до 13 455 шт..
14 марта 2013 года правительство Украины ввело пошлины на импорт новых легковых автомобилей, что увеличило конкурентоспособность автомашин украинского производства и увеличило долю корпорации «Богдан» на авторынке Украины.
В июле 2013 был изготовлен один специальный автобус Богдан А231 для Службы внешней разведки Украины.
После подписания соглашения с китайской компанией «China Anhui Jianghuai Automobile Co. Ltd», 12 августа 2013 корпорация освоила выпуск новой модели легковой автомашины — китайской JAС J5. Кроме того, в октябре 2013 года представители китайской корпорации «Lifan Group» сообщили, что с корпорацией «Богдан» заключено соглашение о начале крупноузловой сборки ещё двух моделей легковых машин китайского производства (Lifan 620 и Lifan Х60) (изготовление первого седана JAС J5 было завершено 13 декабря 2013).
В 2013 году корпорация уменьшила объём производства автомашин почти вдвое, до 6733 штук..
14 января 2014 руководство корпорации приняло решение приостановить деятельность 9 из 26 представительств Национальной сервисно-сбытовой сети «Богдан-Авто», входящей в корпорацию «Богдан». 15 февраля 2014 прекратили деятельность представительства «Богдан-Авто» в Запорожье, Кировограде, Днепропетровске, Кременчуге, Сумах, Тернополе, Житомире, Черкассах и Виннице.
В апреле 2014 корпорация объявила о завершении сотрудничества с «АвтоВАЗ» и прекращении выпуска моделей Богдан-2110 (ВАЗ-2110), Богдан-2111 (ВАЗ-2111), Богдан-2310.
В июне 2014 был остановлен черкасский автозавод. По состоянию на 11 февраля 2015 производство не возобновлялось.
В январе — сентябре 2014 года чистый убыток корпорации увеличился в 6,4 раза.
В начале ноября 2014 руководство корпорации объявило о намерении перепрофилировать часть бизнеса под продажу подержанного автотранспорта.
24 декабря 2014 корпорация подписала контракт с иранской компанией «Saipa», в соответствии с которым сеть «Богдан-Автотрейд» получила право на продажи на территории Украины легковой машины Saipa Tiba иранского производства.
С 2014 года корпорация «Богдан» принимает участие в исполнении оборонного заказа:
- 28 июля 2014 года Национальная гвардия заказала на предприятиях корпорации 120 единиц техники — 60 специализированных автобусов и 60 специализированных грузовиков, общая сумма контракта составила свыше 80 млн гривен[41].
- В сентябре 2014 года корпорация поставила для Национальной гвардии Украины 50 автобусов — 40 шт. Богдан А22110 и 10 шт. Богдан А20210 (сумма контракта составила 30,93 млн гривен)[42][43].
- В декабре 2014 года корпорация выпустила для Национальной гвардии Украины 15 передвижных пунктов обогрева и представила демонстрационный образец бронемашины Барс. Сумма контракта составила 7,86 млн гривен[44].
- В феврале 2015 года было объявлено о намерении корпорации «Богдан» начать выпуск на Черкасском автозаводе лёгких грузовиков Hyundai двойного назначения[45]. Номинальная производительность конвейерной линии планируется около 300 автомобилей в месяц[46]. По состоянию на февраль 2016 года не выпущено ни одного автомобиля Hyundai.
- 6 июля 2015 года был заключён ещё один контракт на поставку 10 грузовиков с цельнометаллическим фургоном для ГУ МВД в городе Киеве[47].
- С апреля до конца декабря 2017 года корпорация передала Вооружённым Силам Украины 100 санитарных автомобилей Богдан-2251 и было объявлено о возможности продолжения их закупок[48][49].
- В феврале 2018 года на заводе началась подготовка водителей для Богдан-2251[50].
- В апреле 2018 года «Богдан» представил новый многоцелевой внедорожник Богдан-2351[51].

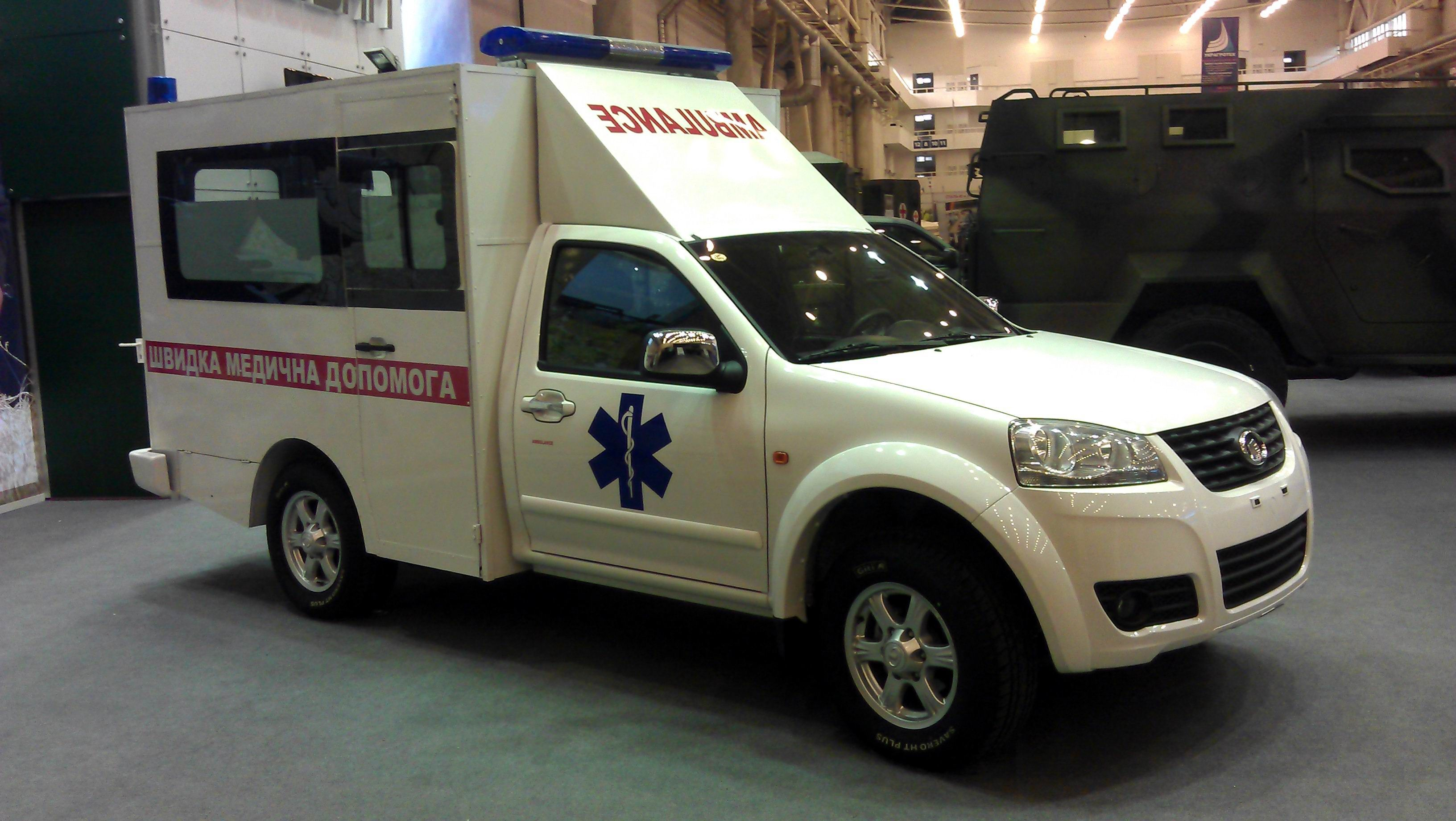
Богдан-2251

В 2018 году «Богдан Моторс» заключил соглашение о сотрудничестве с Киевским политехническим институтом имени Игоря Сикорского. Специалисты «Богдана» и представители учебного заведения будут совместно развивать новые технологии и разрабатывать новый транспорт. К соглашению также присоединился Научный парк «Киевская политехника». Студенты КПИ смогут проходить производственную практику на предприятиях «Богдан Моторс».
В мае 2018 года «Богдан» праздновал 20-летний юбилей. По случаю праздника компания организовала масштабную всеукраинскую акцию: жители девяти крупнейших городов Украины — Киева, Винницы, Хмельницкого, Сум, Одессы, Кременчуга, Полтавы, Херсона, Ивано-Франковска — могли целый день бесплатно ездить в новых больших автобусах и троллейбусах «Богдан». Акция охватила города, которые начали обновление муниципальных автопарков и переход с автобусов малого класса на современные модели транспорта большого и сверхбольшого класса. 

Всего за 20 лет «Богдан» изготовил более 368 тысяч транспортных средств, из них 18 781 — это автобусы и троллейбусы.
В июне 2018 года корпорация «Богдан» передала французскому производителю экологического транспорта Bluebus пять 12-метровых кузовов для электробусов по заключённому контракту. «Богдан» отгрузил кузова в указанный контрактом срок; французский заказчик высоко оценил качество украинской продукции и выразил заинтересованность в продолжении сотрудничества.
В июле 2018 года ООО «Богдан-Индустрия» — официальный импортёр китайских автомобилей Great Wall и HAVAL на Украине — открыл первый на Украине официальный автосалон HAVAL в Киеве Корпорация «Богдан» также представила обновлённую версию санитарного автомобиля Богдан-2251. Новая партия автомобилей получила более 10 усовершенствований.
В августе 2018 года «Богдан» передал армии очередную партию грузовиков повышенной проходимости Богдан-6317. Компания планировала передать более 200 единиц такой техники.
Военная техника «Богдан» участвовала 24 августа в параде ко Дню независимости Украины. Семь командирских внедорожников Богдан-2351 и четыре санитарных автомобиля Богдан-2251 проехали колонной по Крещатику по случаю 27 годовщины Независимости Украины. Кроме того, на Софийской площади был представлен бронированный многофункциональный автомобиль повышенной проходимости Барс-8, оснащённый 120-мм мобильным миномётным комплексом.
В сентябре 2018 года «Богдан» отправил в Вооружённые силы Украины более ста единиц автомобильной техники в рамках выполнения государственного оборонного заказа. В эту партию вошли обновлённые санитарные автомобили Богдан-2251 и грузовики Богдан-6317. Модель Богдан-2251 доработали в сотрудничестве с военными медиками по заказу Министерства обороны Украины.

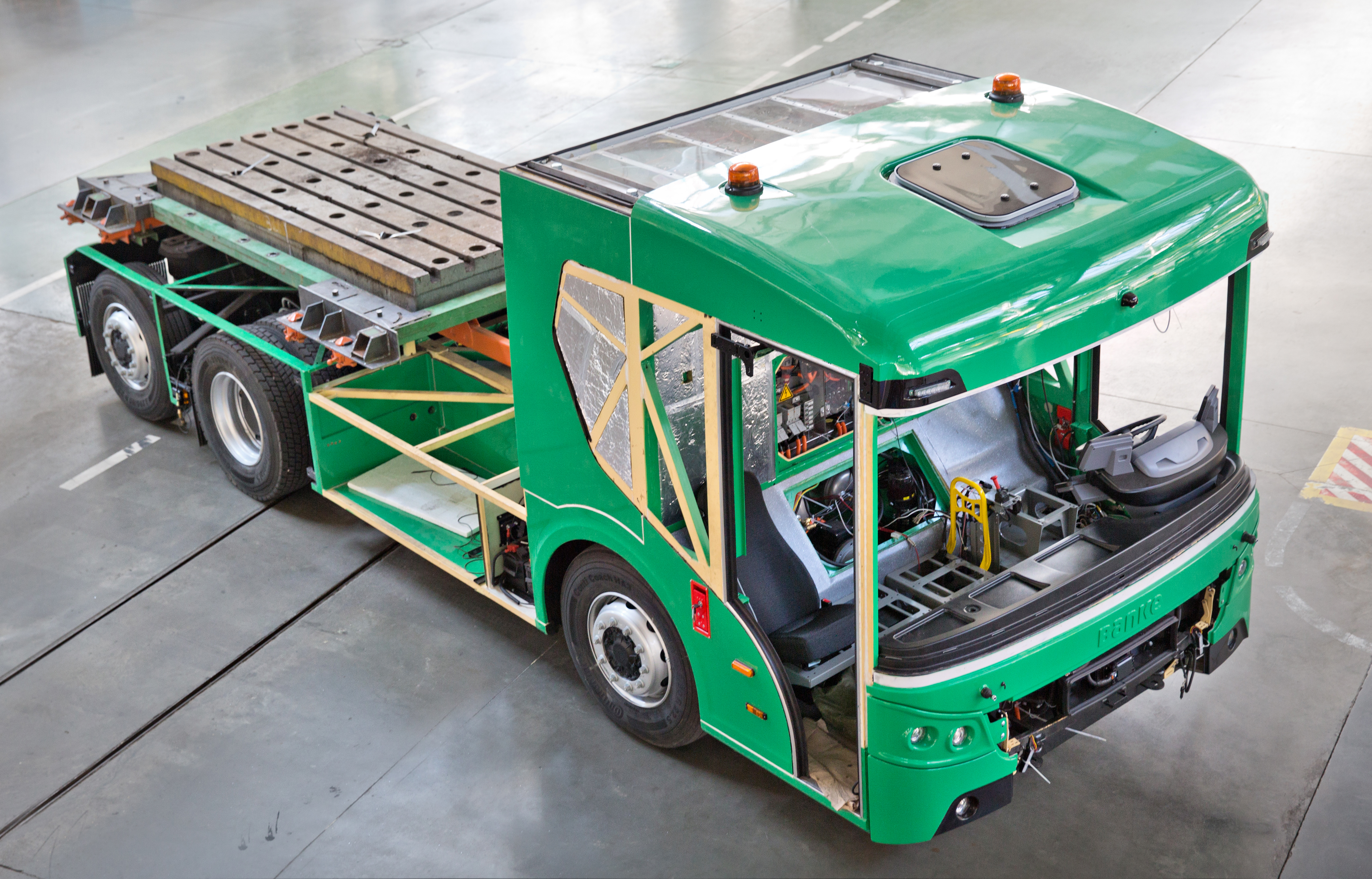
Электрический грузовой автомобиль ERCV27

В ноябре 2018 «Богдан» представил в стенах луцкого «Автосборочного завода № 1» первый украинский полностью электрический грузовой автомобиль, изготовленный для датской компании Banke Electromotive — модель ERCV27 предназначена для механизированной загрузки твердых бытовых отходов .
Также в этом месяце «Богдан» досрочно выполнил контракт с Минобороны на изготовление и поставку санитарных автомобилей Богдан-2251 в ВСУ.
В декабре 2018 года президент Пётр Порошенко передал в ВСУ 20 новых автомобилей Богдан-6317, изготовленных на Черкасском заводе компании «Богдан Моторс» в рамках выполнения государственного оборонного заказа от Минобороны.
В январе 2019 года «Богдан Моторс» победил в аукционе на поставку Киеву 55 низкопольных сверхбольших троллейбусов Богдан Т90117. Также в этом месяце компания подписала новые контракты с Министерством обороны на поставку обновлённых санитарных машин Богдан-2251 и грузовиков Богдан-6317 Вооружённым силам Украины. Кроме того, было заключено новое соглашение с французской компанией Bluebus по производству кузовов для электрических автобусов.
В феврале 2019 года «Богдан» победил в тендере на поставку Харькову 57 12-метровых троллейбусов, пассажировместимость которых составляет 105 человек.
В марте 2019 «Богдан Моторс» выиграл тендер на поставку 12-метровых троллейбусов в Сумы. Также в этом месяце компания изготовила первый 18-метровый кузов электробуса для французской компании Bluebus.
В 2019 году чистая прибыль корпорации составила 609,22 млн гривен.

### 2020-е года
За 2020 год компания получила 3,4 млрд гривен убытка.
23 декабря 2020 года начата процедура банкротства компании, завод в Черкассах прекратил производство.
14 февраля 2022 года завод «Богдан» в Черкассах выставили на продажу. 16 февраля также началась распродажа имущества Луцкого автозавода. В июне государственный Укрэксимбанк стал победителем аукциона по продаже имущества ЧАО «Автомобильная Компания Богдан Моторс», при стартовой цене в 45 млн гривен, Укрэксимбанк предложил 51 млн гривен.

## Структура
В состав корпорации «Богдан» входило около 20 компаний, среди которых:
- Производство транспортных средств:
  - ДП «Автосборочный завод № 1» ПАО «Автомобильная Компания „Богдан Моторс“» — производство автобусов и троллейбусов (Луцк);
  - ДП «Автосборочный завод № 2» ПАО «Автомобильная Компания „Богдан Моторс“» — производство легковых автомобилей (Черкассы);
  - ДП «Автосборочный завод № 3» ПАО «Автомобильная Компания „Богдан Моторс“» — производство грузовых автомобилей (Черкассы).

- Реализация и сервисное обслуживание транспортных средств:
  - ООО «Богдан Авто Холдинг» — продажа и сервисное обслуживание автомобилей. Автомобили холдинга реализуются на территории Украины через филиалы и развитую дилерскую сеть;
  - ООО «Торгово-сервисный дом Богдан» — продажа и сервисное обслуживание автобусов «Богдан».

- Оказание сервисных услуг, гарантийного и послегарантийного обслуживания:
  - ООО «Богдан Авто Холдинг» — обслуживание легковых автомобилей.

- Другие предприятия:
  - ООО «Автомобильная группа „Богдан“» — оказание консультационных и информационных услуг;
  - ООО «Инженерно-строительная компания ПБС» — проектные и проектно-изыскательские работ;
  - ООО «Транспортное предприятие Богдан» — транспортно-экспедиционные услуги.

## Производство

### Легковые автомобили
Корпорация производила автомобили Богдан-2110 (ВАЗ-2110), Богдан-2111 (ВАЗ-2111), Hyundai Accent, Hyundai Elantra XD и Hyundai Tucson, JAС J5. Также производила пикапы Богдан-2310 и Богда-2312 собственной разработки на базе седана ВАЗ-2110. Конструкция фургона разработана с учётом возможности установки газобаллонного оборудования.

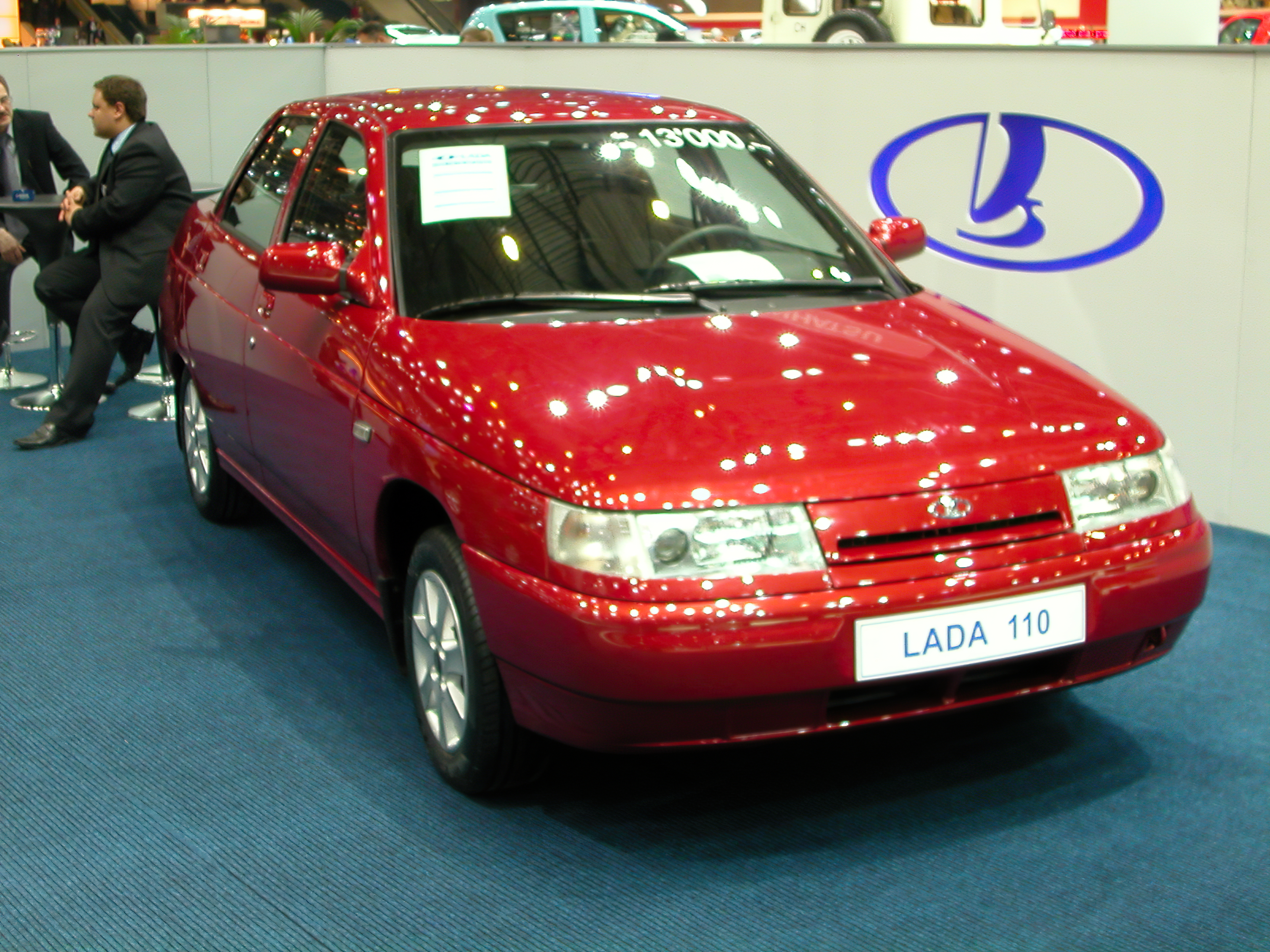
Богдан-2110
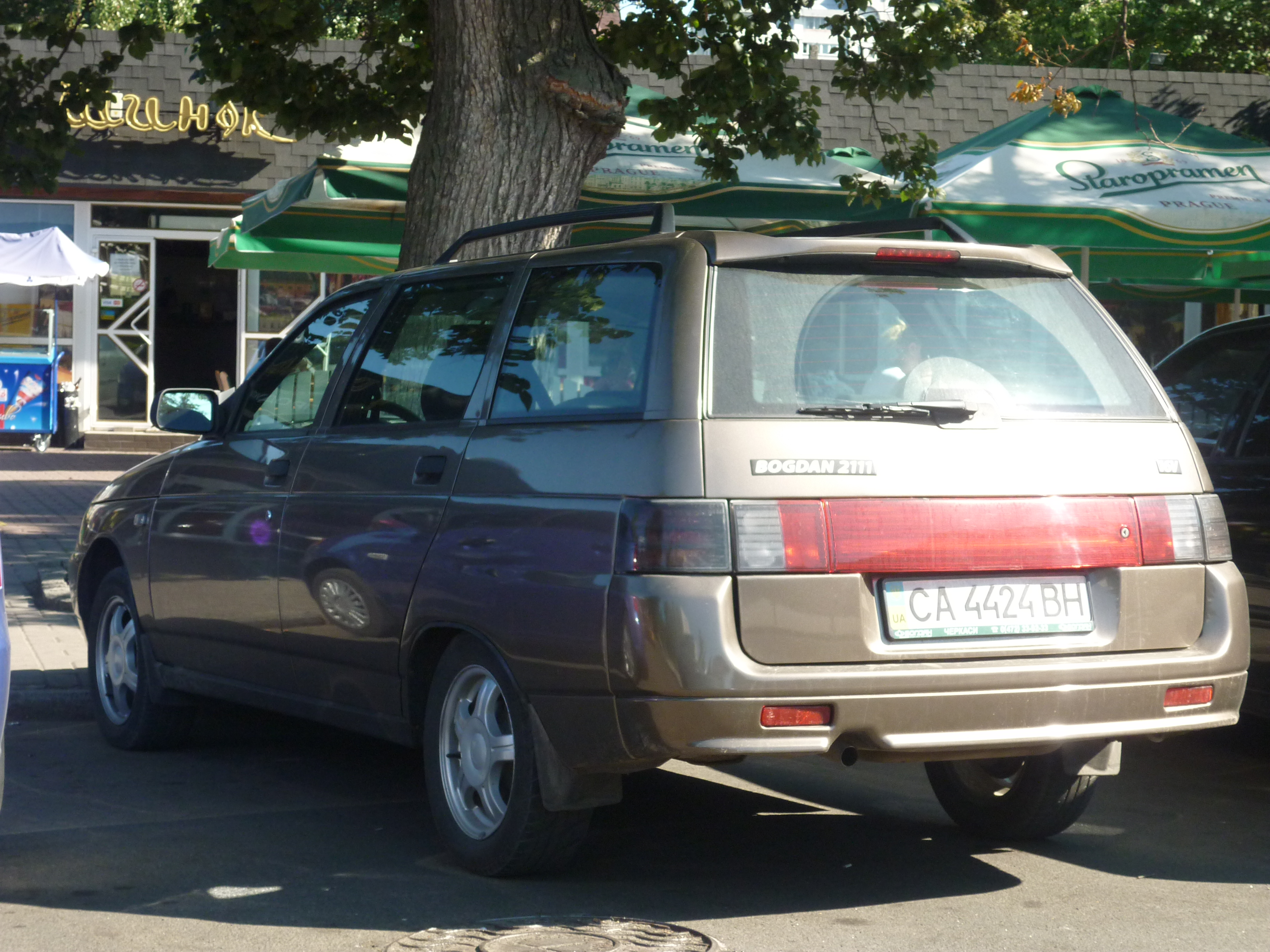
Богдан-2111
Богдан-2310
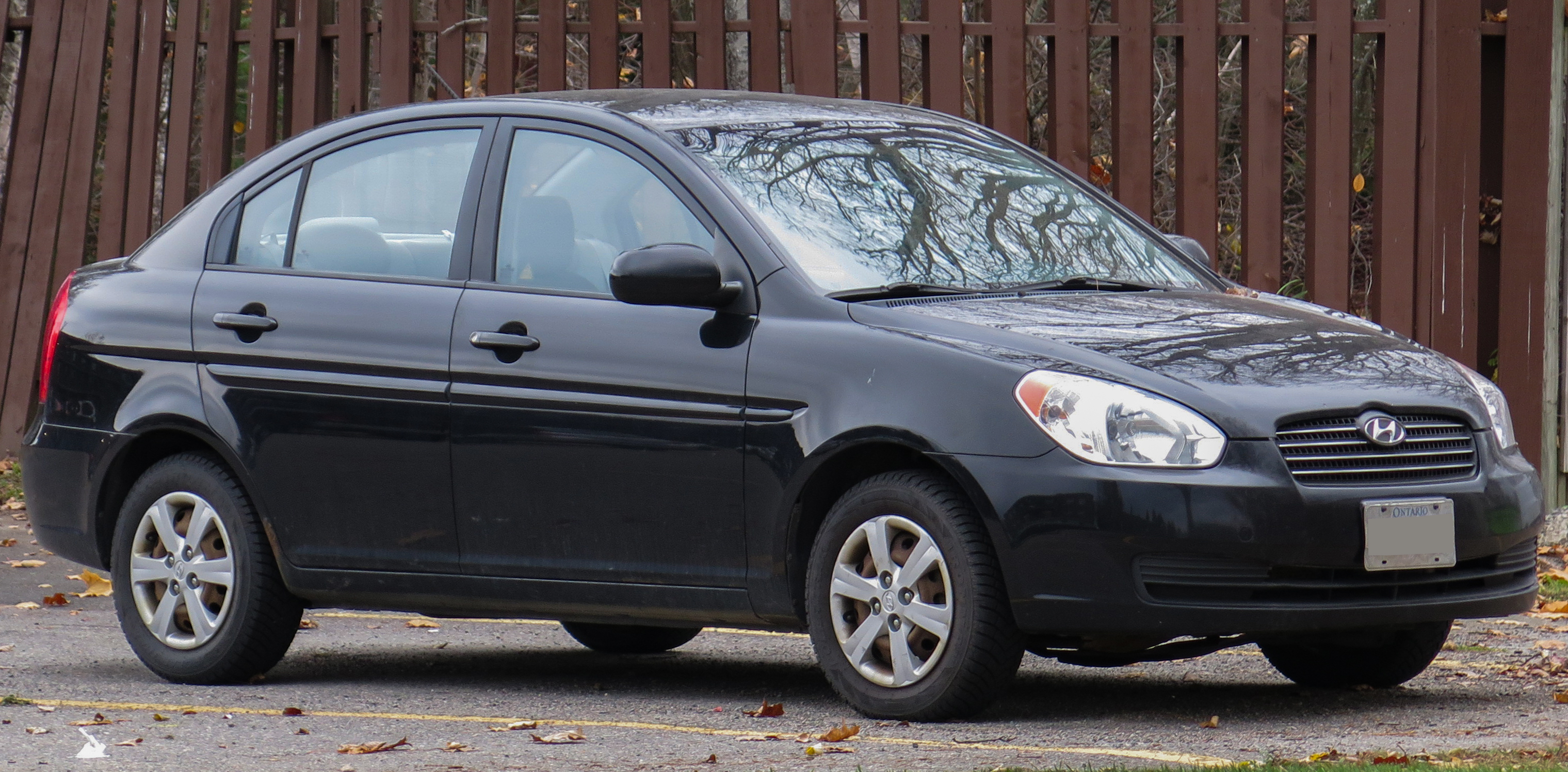
Hyundai Accent
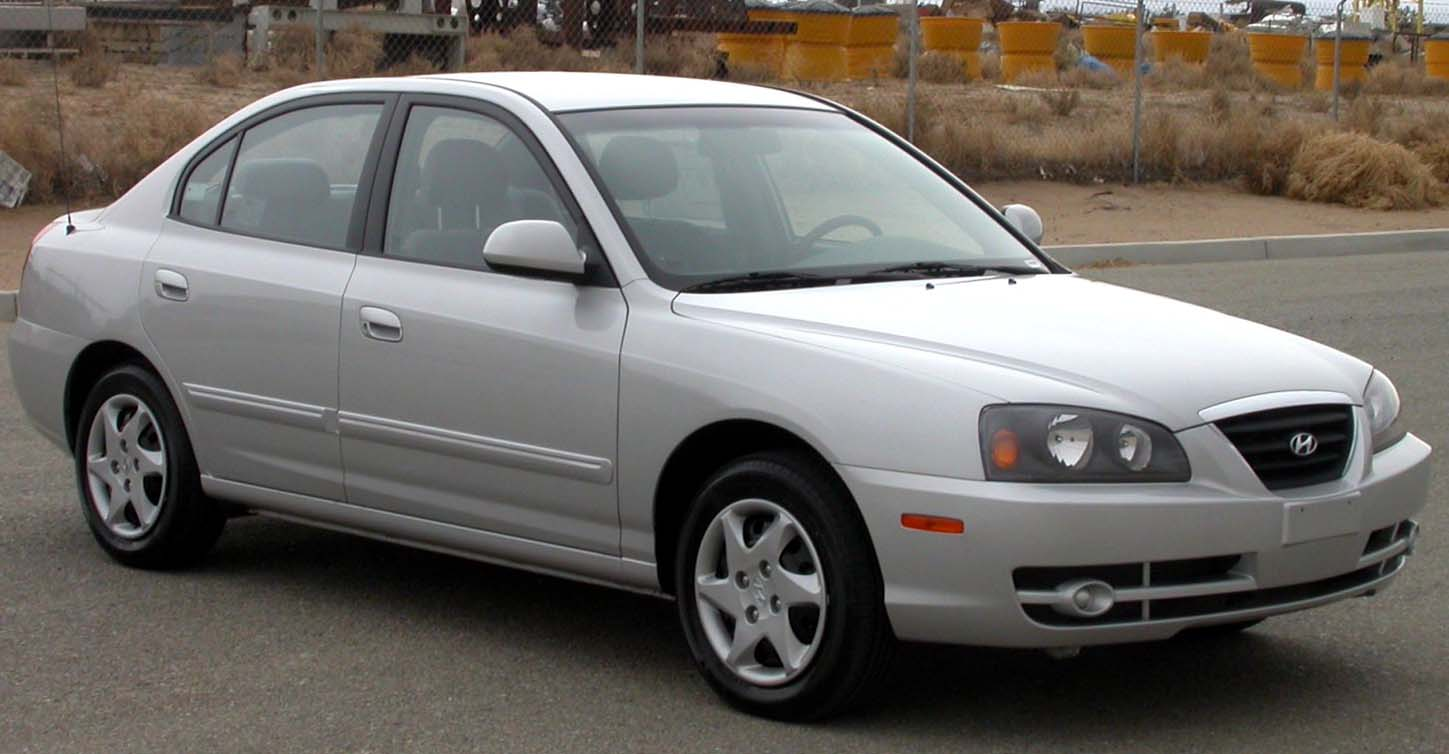
Hyundai Elantra
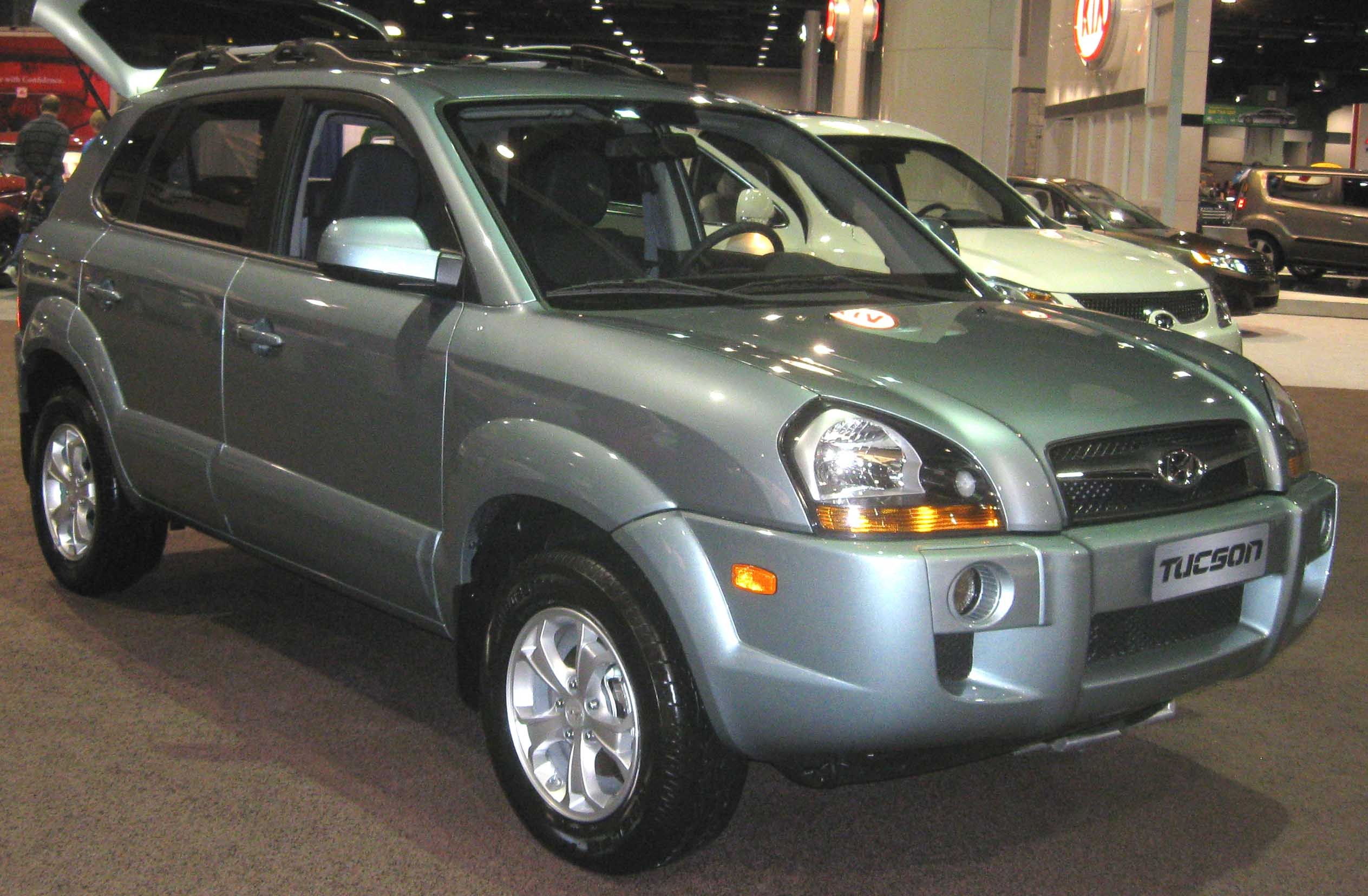
Hyundai Tucson
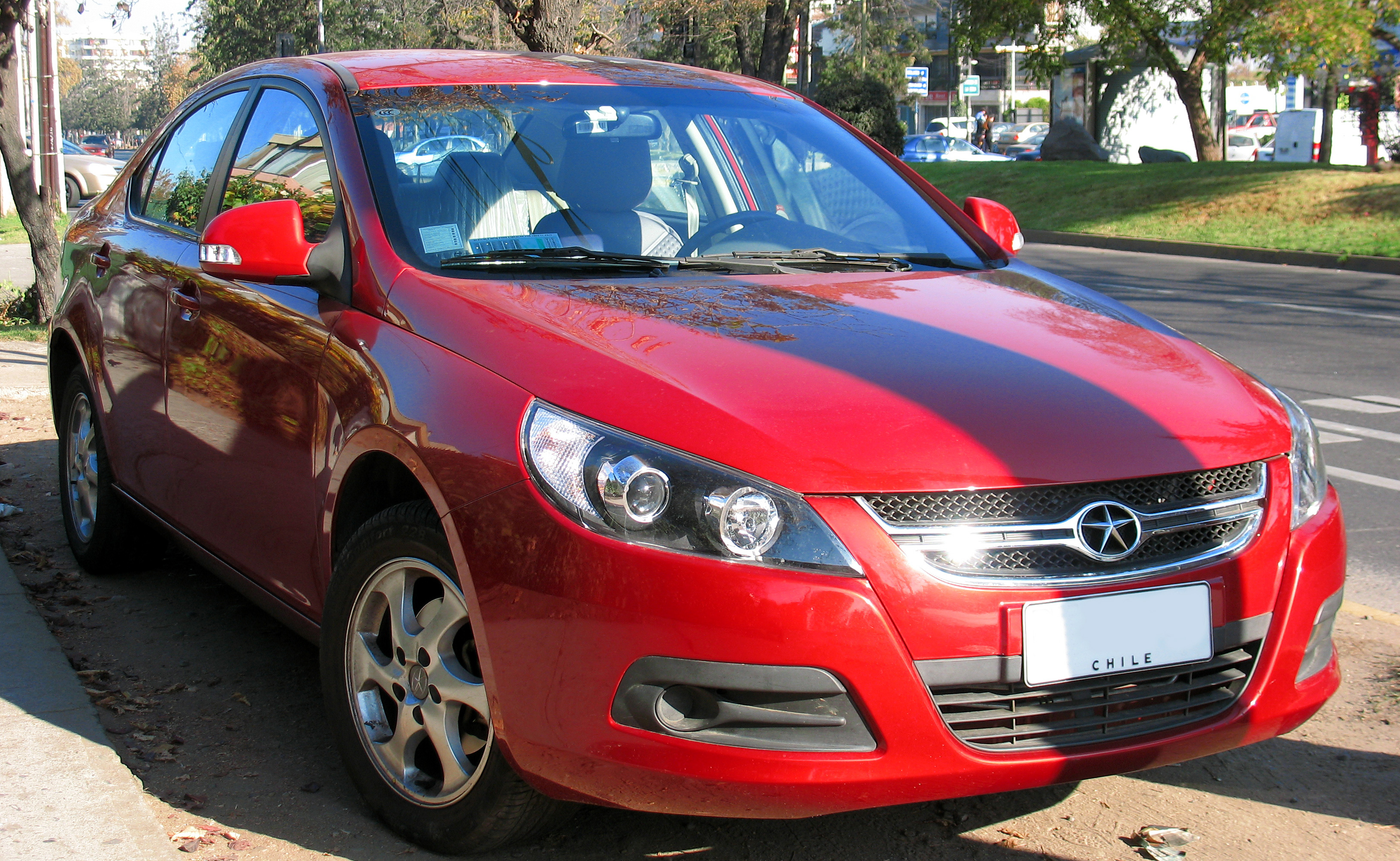
JAC J5

### Грузовые автомобили и специализированная техника
9 сентября 2008 года в Черкассах было завершено строительство завода ДП «Автосборочный завод № 3» ПАО «Автомобильная Компания „Богдан Моторс“» по крупноузловой сборке грузовых автомобилей. Проектная мощность завода — 15 000 автомобилей в год. Предприятие имеет новейшее оборудование и цеха: сборочный, по производству надстроек, сварочный, диагностический и логистический.
На заводе изготавливают три модели грузовиков: две среднетоннажные ISUZU NQR71P / R (ISUZU NPR75L-KL/LL) и ISUZU NMR85L, а также малотоннажный ISUZU NLR85AL.
В марте 2016 года компания сообщила о планах начать выпуск некоторых грузовых автомобилей Минского автомобильного завода. Сначала предполагалось крупноузловая сборка: сборка шасси, сварка, покраска и установка грузовой платформы. «В дальнейшем украинский автопроизводитель намерен локализовать производство, привлекая отечественных производителей комплектующих». Прежде всего, речь идёт о двух полноприводных моделях МАЗ-5316 и МАЗ-6317.
В апреле 2017 года Черкасский завод «Богдан» передал Вооружённым силам Украины первую партию санитарных машин Богдан-2251. А в ноябре 2018 года компания досрочно выполнила контракт с Минобороны на изготовление и поставку этих автомобилей в ВС Украины.
В декабре 2017 грузовой автомобиль Богдан-6317 с двигателем WeichalPower допущен к эксплуатации в ВС Украины.

В апреле 2018 года «Богдан» представил новый многоцелевой внедорожник Богдан-2351. Он должен заменить устаревший УАЗ. Новая машина имеет двигатель мощностью 143 л. с., более высокую максимальную скорость и грузоподъёмность 1000 кг.

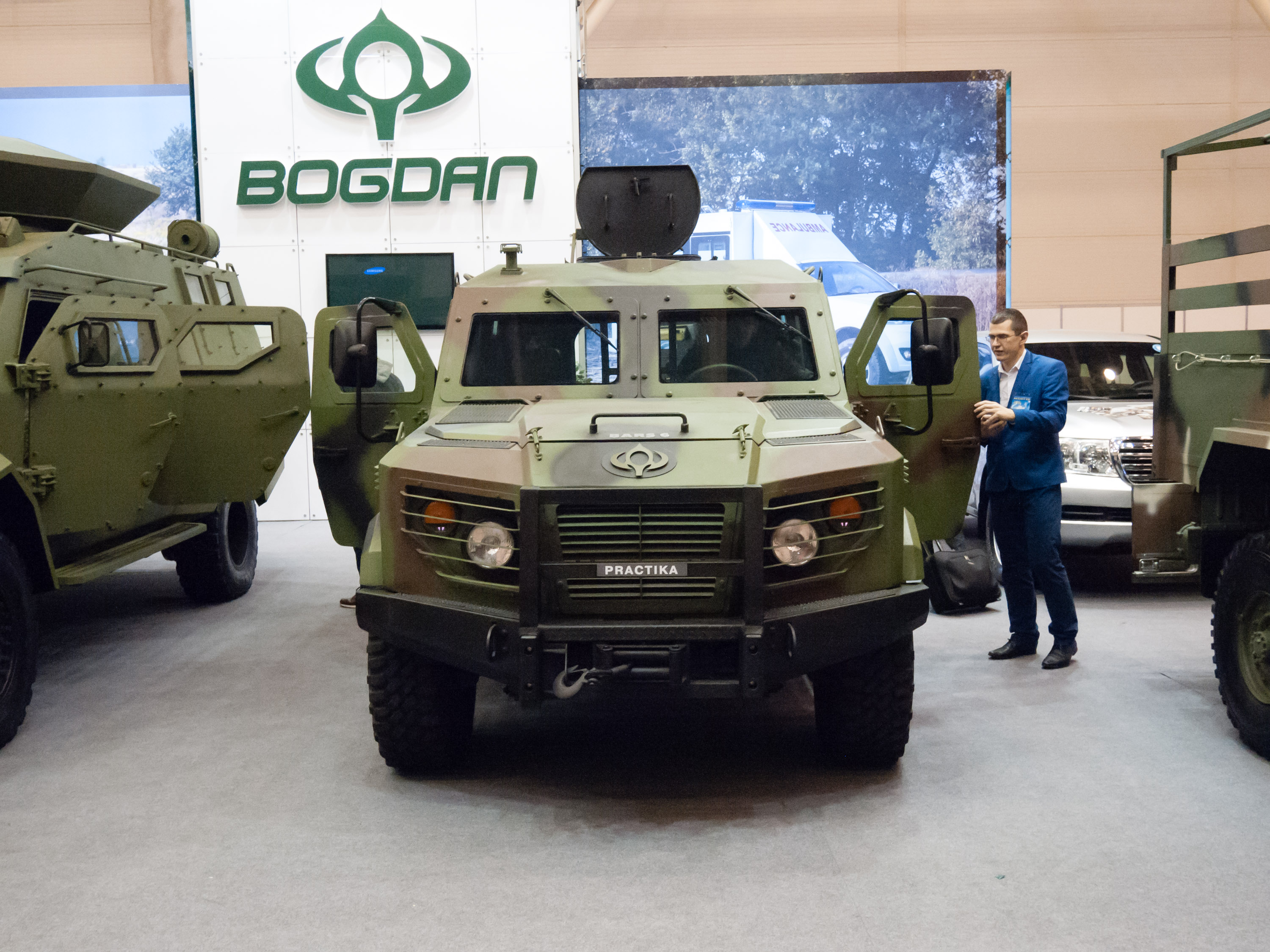
Бронеавтомобиль Барс-6
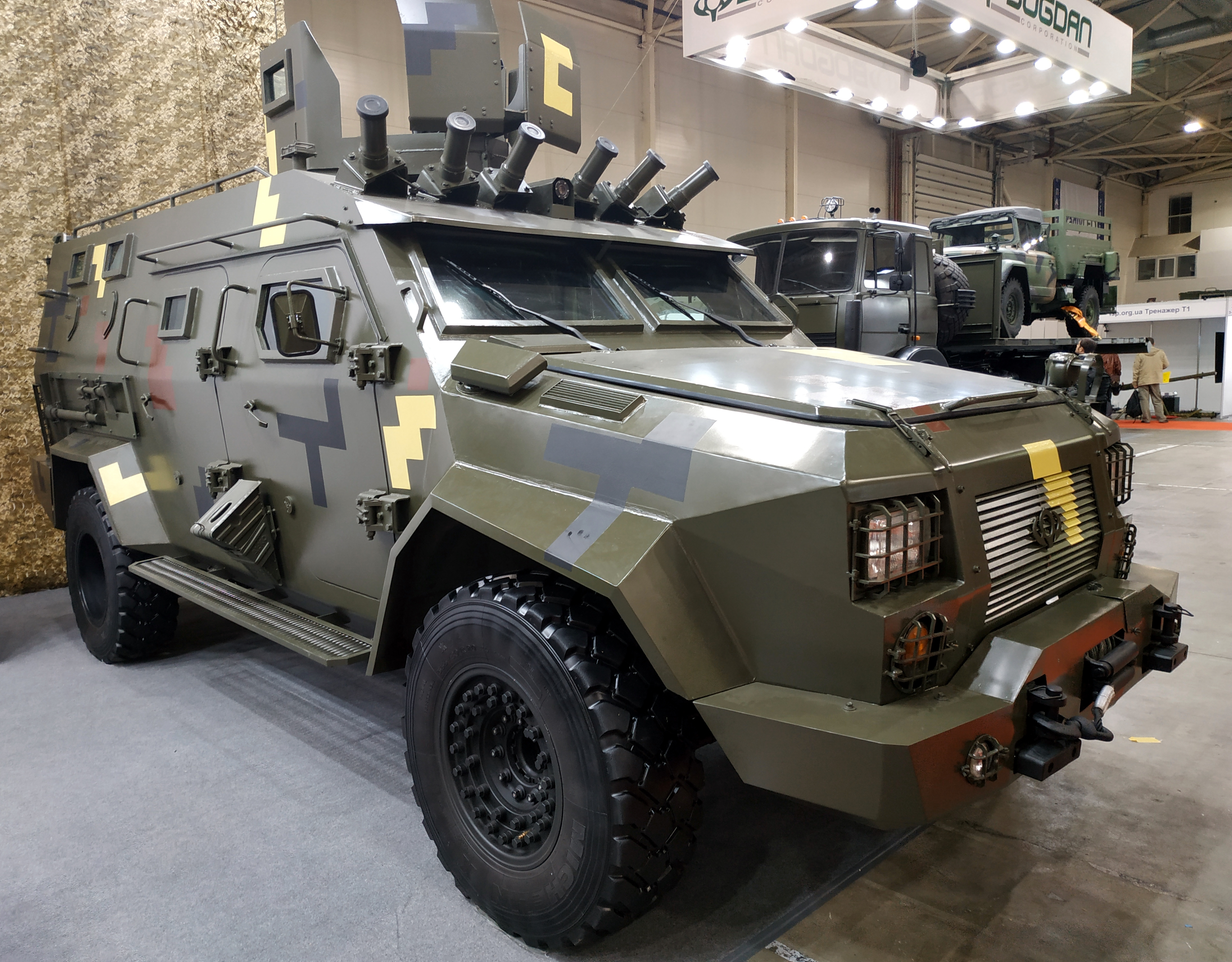
Бронеавтомобиль Барс-8
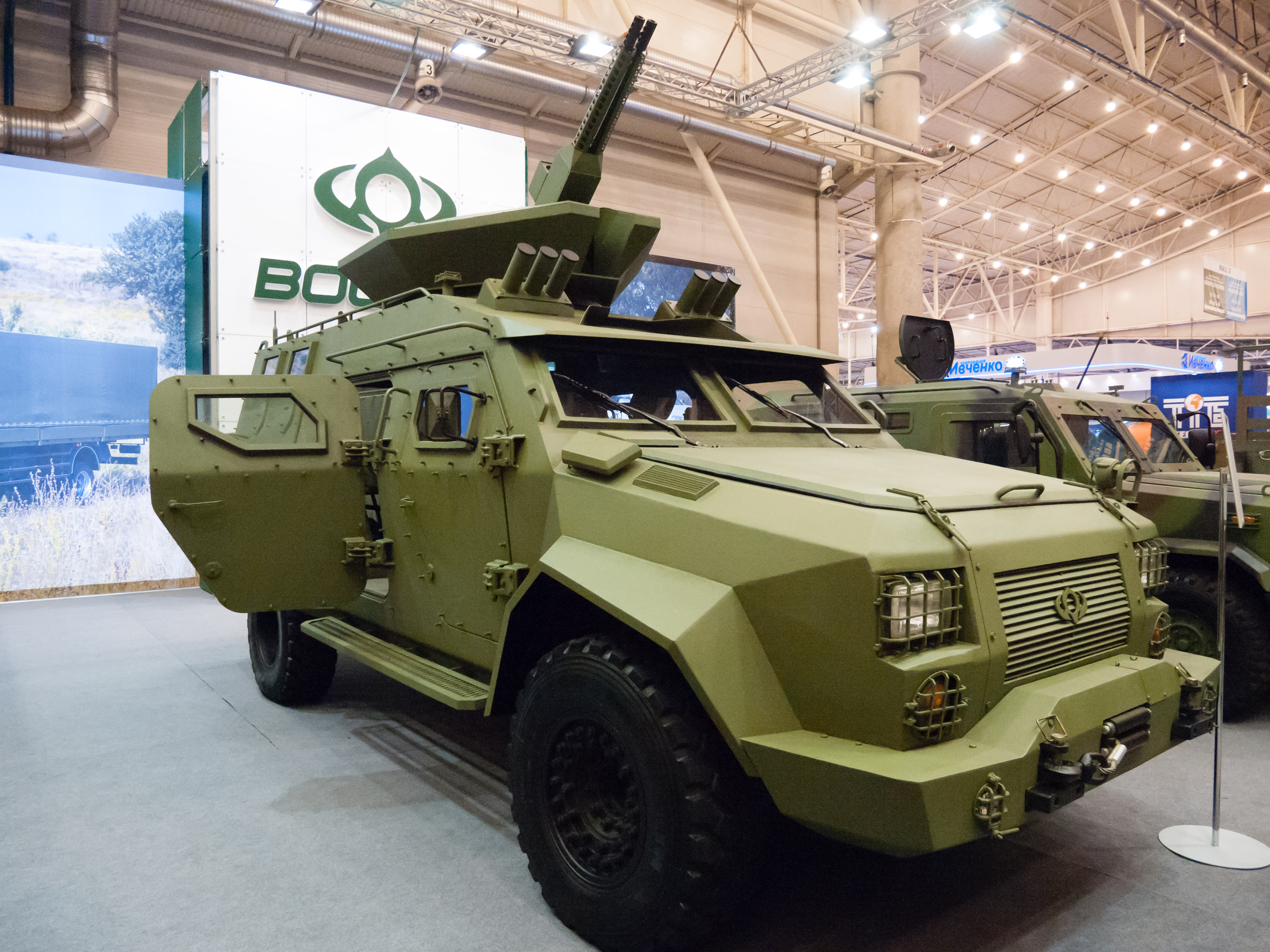
Барс-8 с модулем «Тайпан»
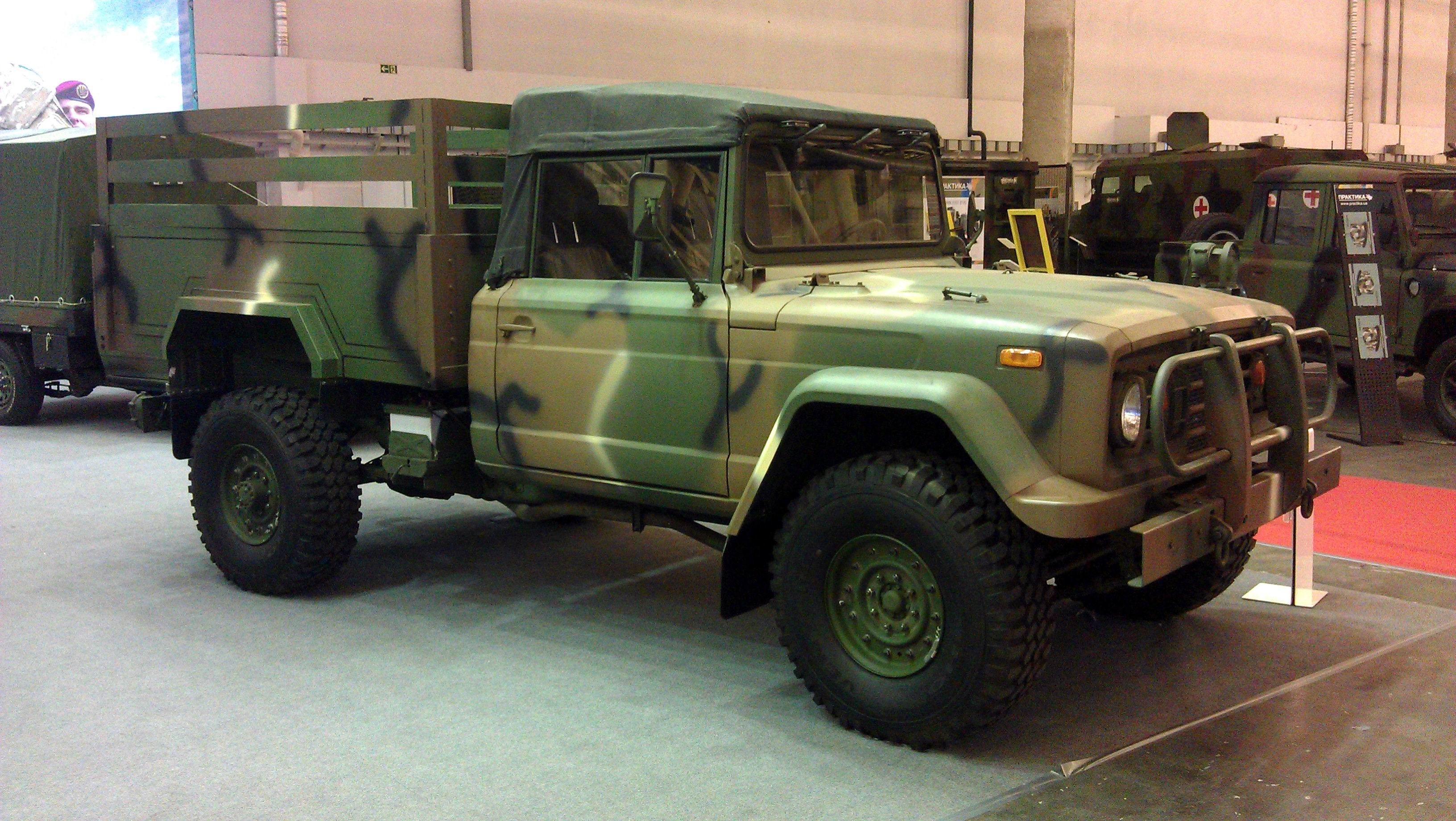
Лёгкий армейский грузовик KIA Military KM-450
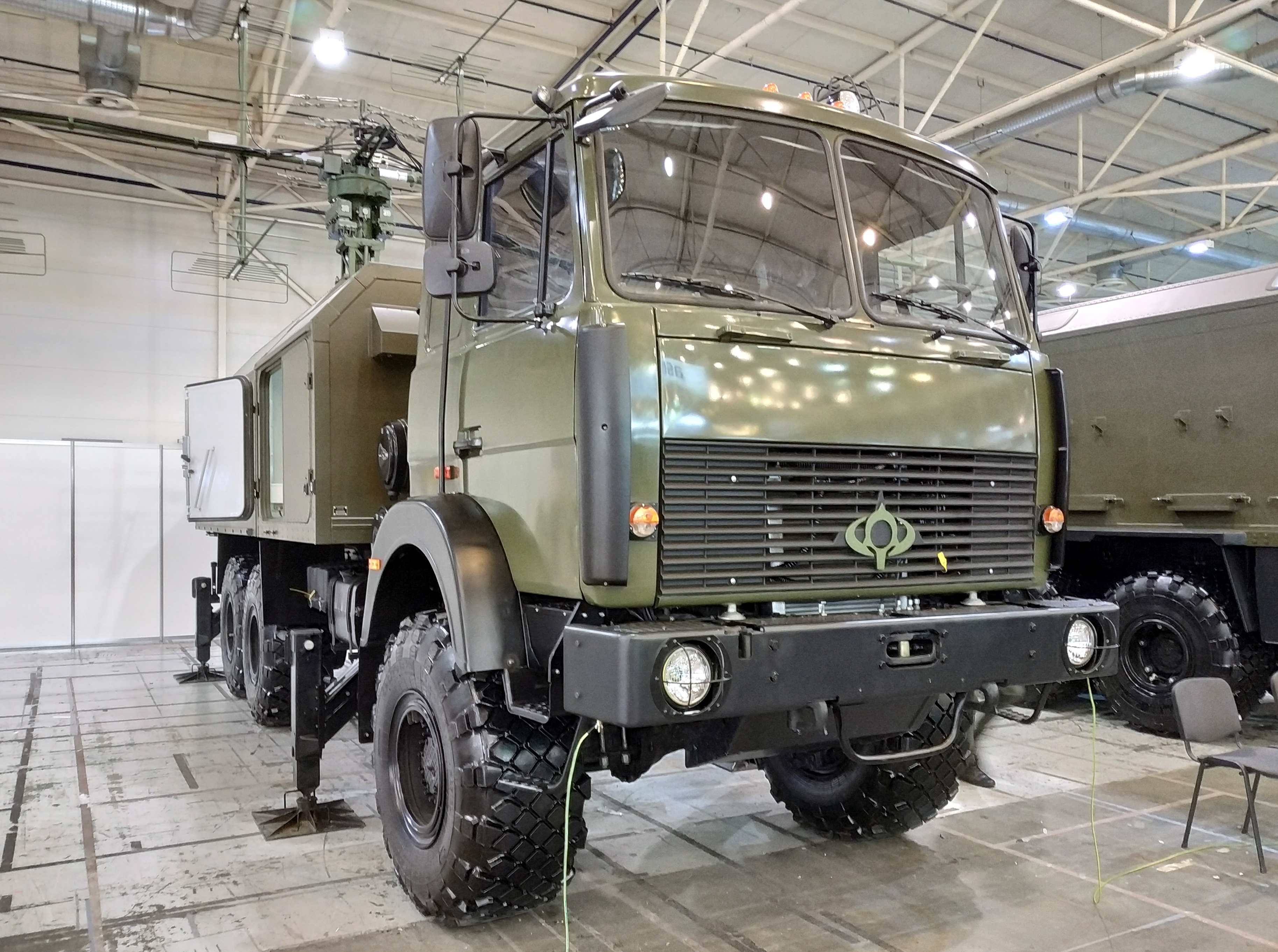
Специальная машина из состава РЛС П-18MR на шасси Богдан-6317
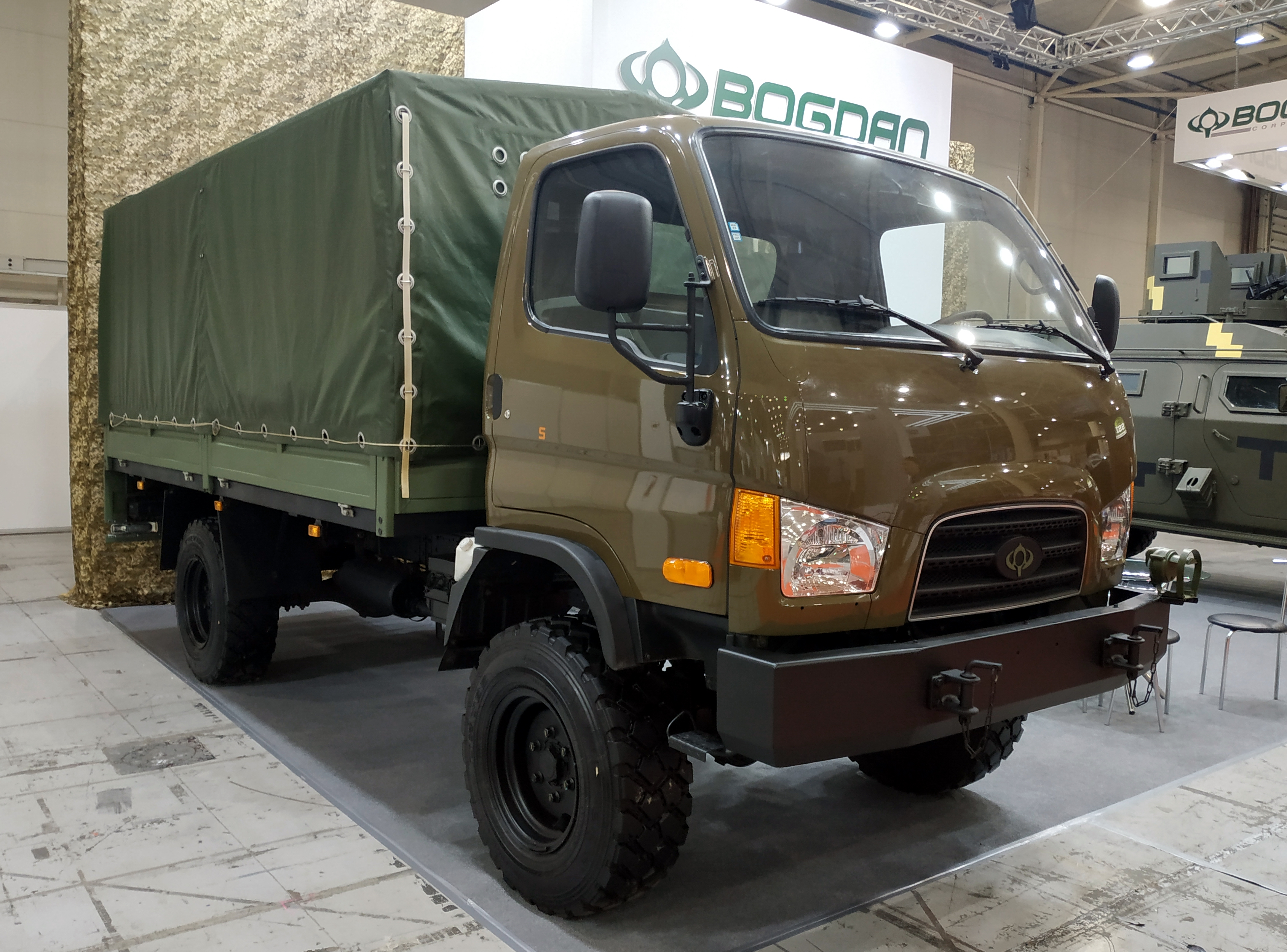
Богдан-3355
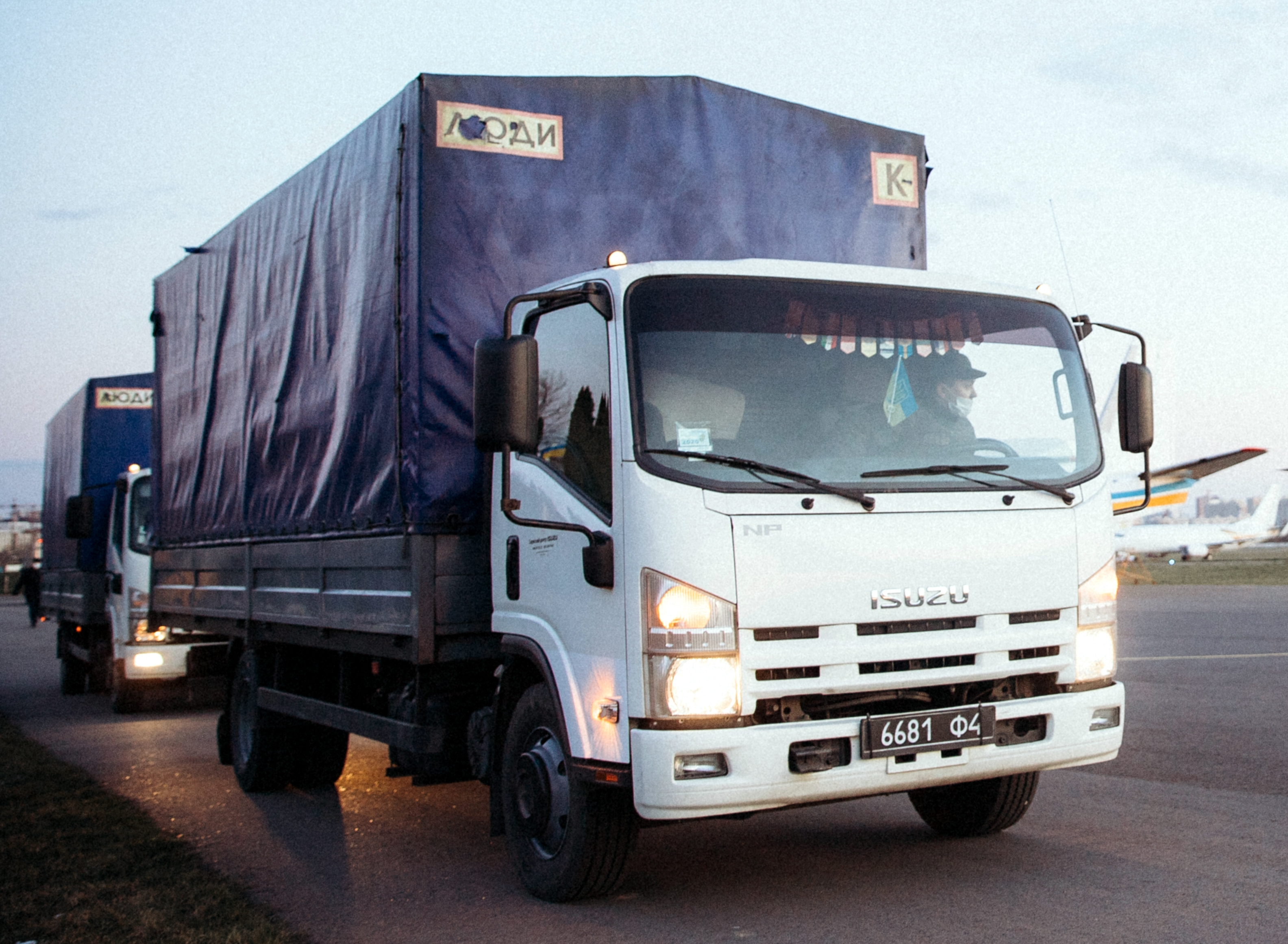
ISUZU NPR75

### Автобусы и троллейбусы
Производство автобусов «Богдан» началось в 1999 году. Особенность конструкции автобусов «Богдан» заключается в использовании единой агрегатной базы Isuzu (Япония). Именно с началом производства автобусов корпорация «Богдан» заявила о себе как о национальном автопроизводителе.
Наряду с развитием производства автобусов и троллейбусов на Украине корпорация ведёт активную работу по организации производства за пределами страны. В 2011 году ОАО «Черкасский автобус», которое занималось выпуском автобусов, вышло из состава корпорации и начало сбор обновлённых автобусов уже под новой маркой «Ataman» (кроме того, ещё выпускаются старые автобусы марки «Богдан»).
ДП «Автосборочный завод № 1» ПАО «Автомобильная Компания „Богдан Моторс“» (в прошлом ОАО Луцкий автомобильный завод) создано на базе Луцкого производственной площадки корпорации «Богдан».
Основной задачей предприятия является производство автобусов малого, среднего, большого и особо большого класса и троллейбусов разных модификаций. Завод может изготавливать до 8000 автобусов и троллейбусов в год. Предприятие имеет прессово-заготовительное, кузовное, окрасочное, сборочное производство, комплекс диагностики, доводки и сдачи.

Завод выпускает малые, средние, большие, сверхбольшие автобусы и троллейбусы различных модификаций; в частности, туристические, междугородные, пригородные, городские, специализированные и школьные.

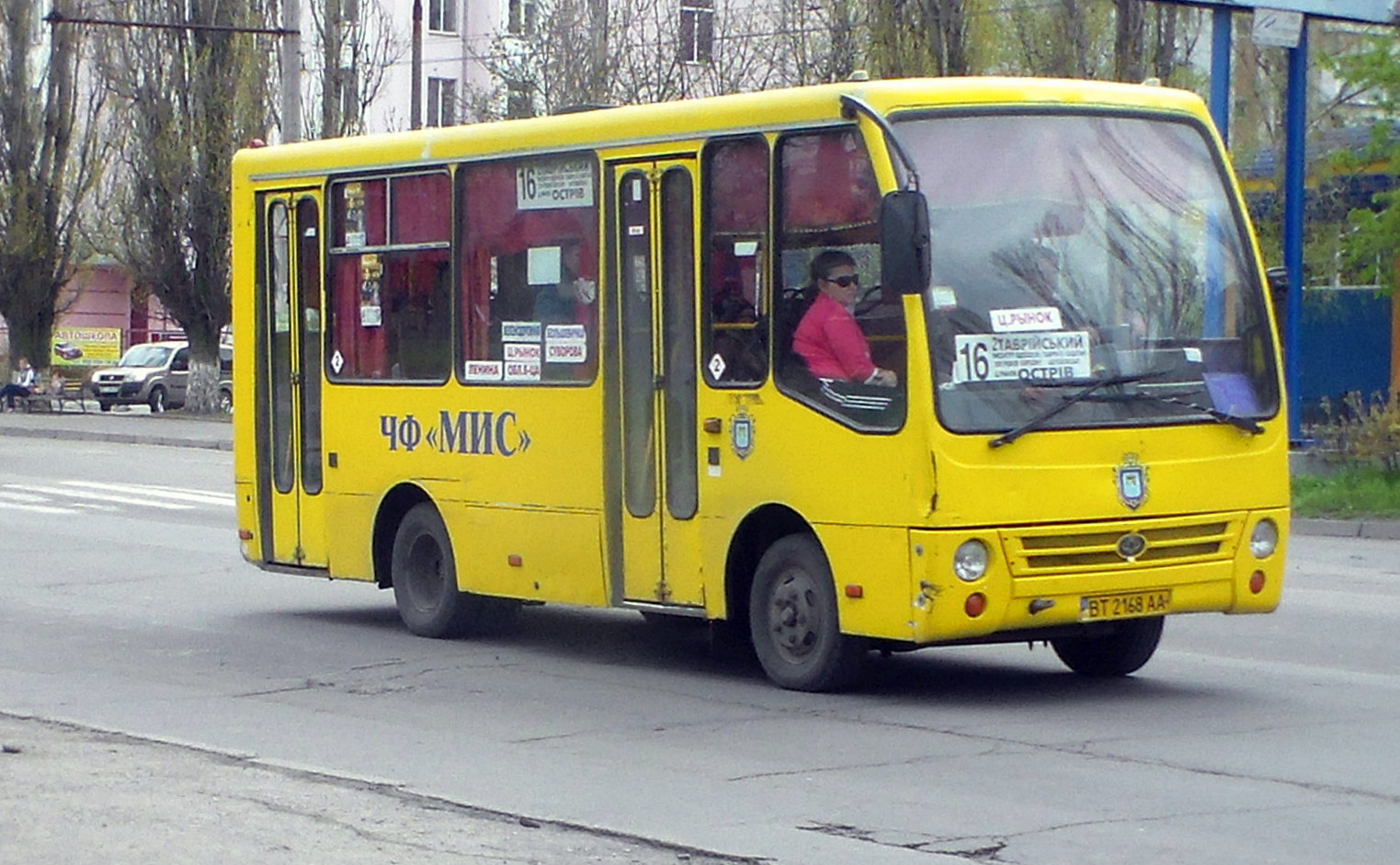
Автобус Богдан А069 в Херсоне
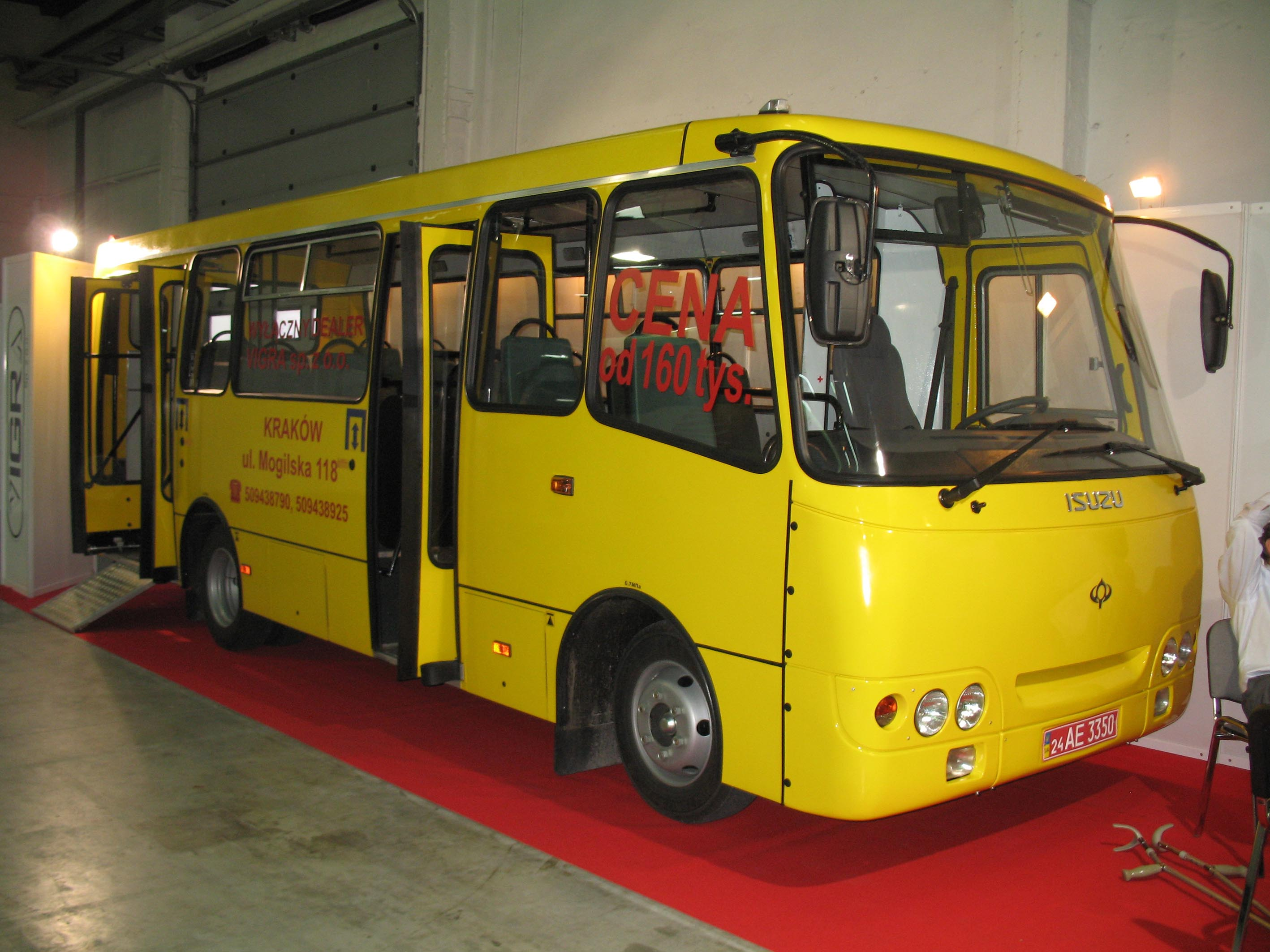
Автобус Богдан А092
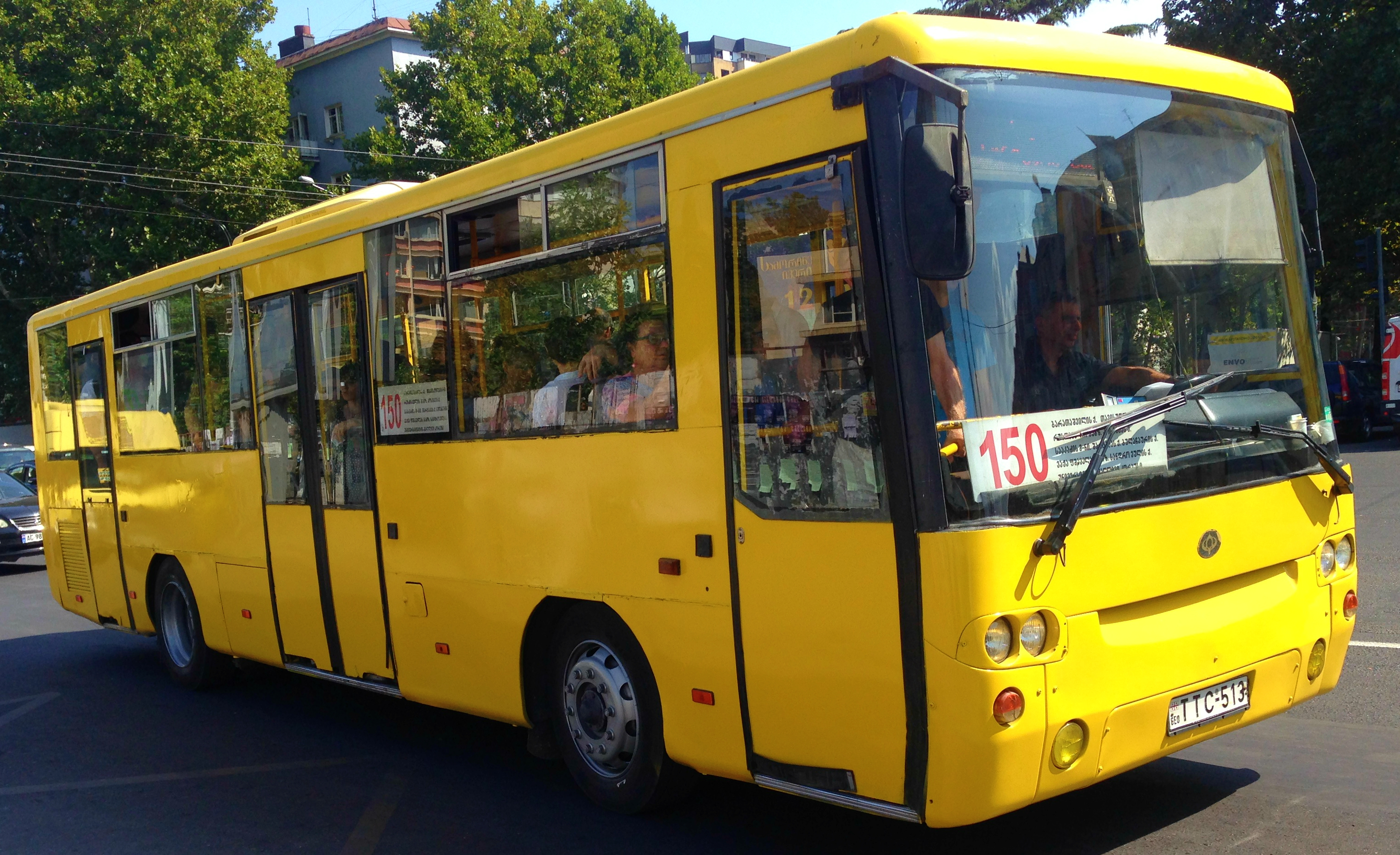
Автобус Богдан А1445 в Тбилиси
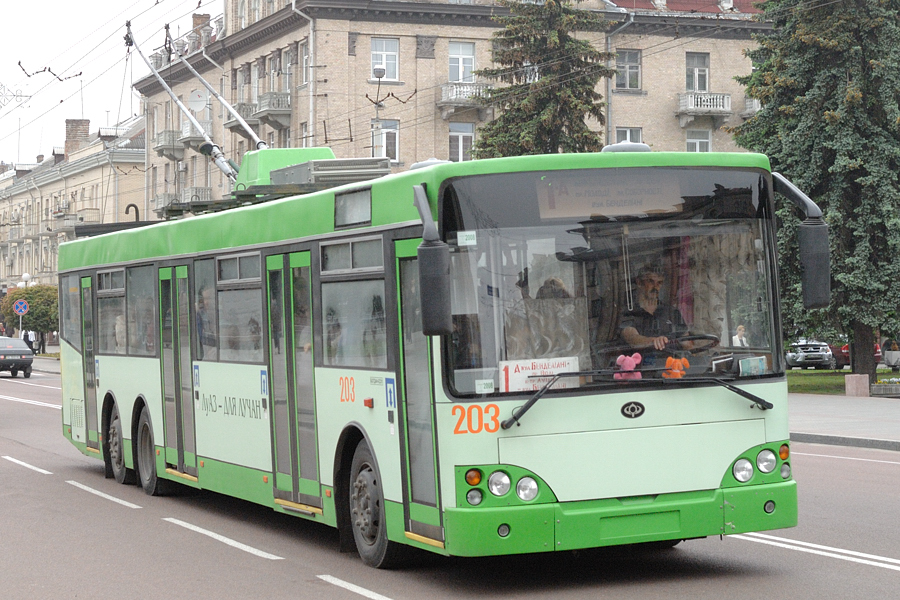
Троллейбус Богдан E231 в Луцке
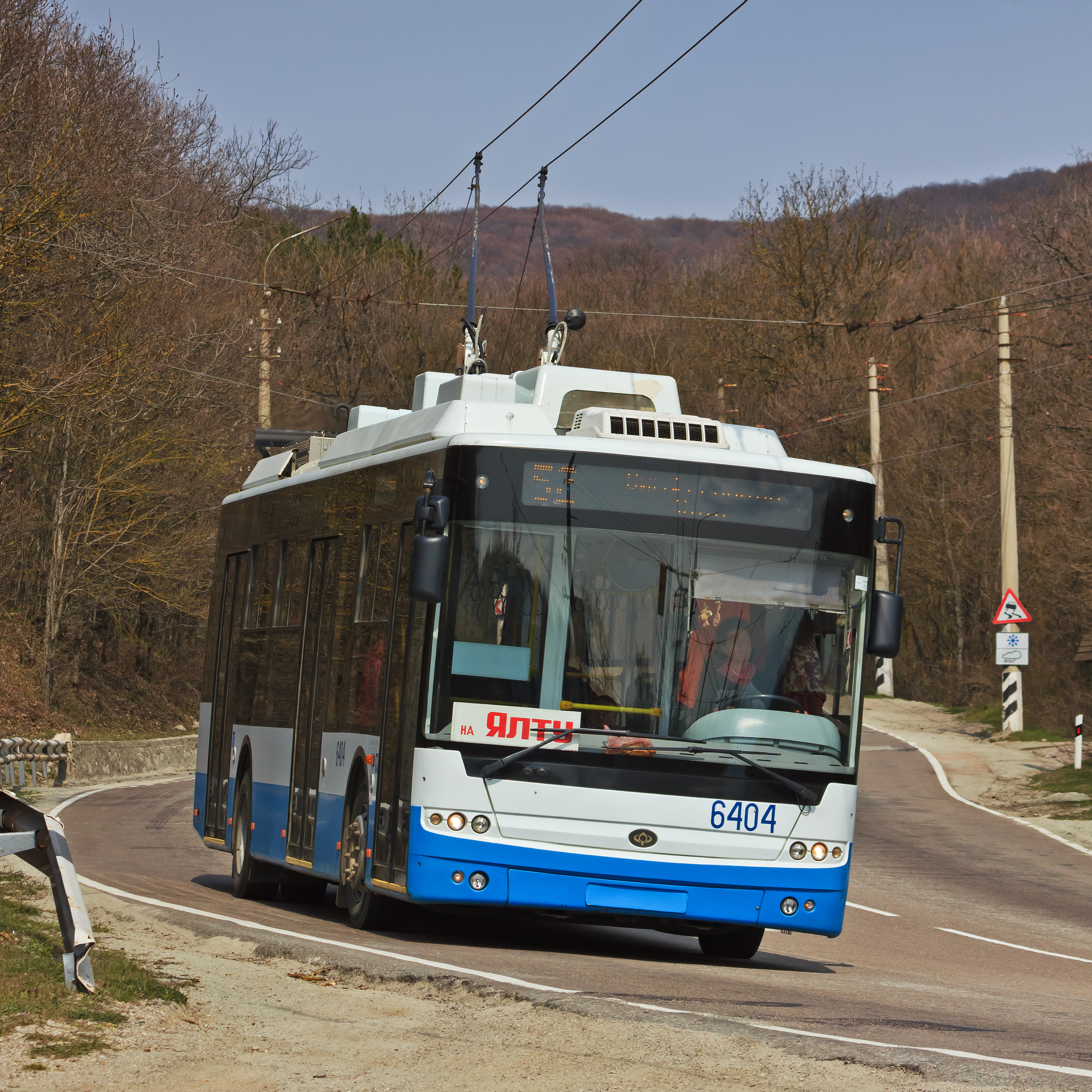
Троллейбус Богдан Т70115 на маршруте Симферополь — Ялта
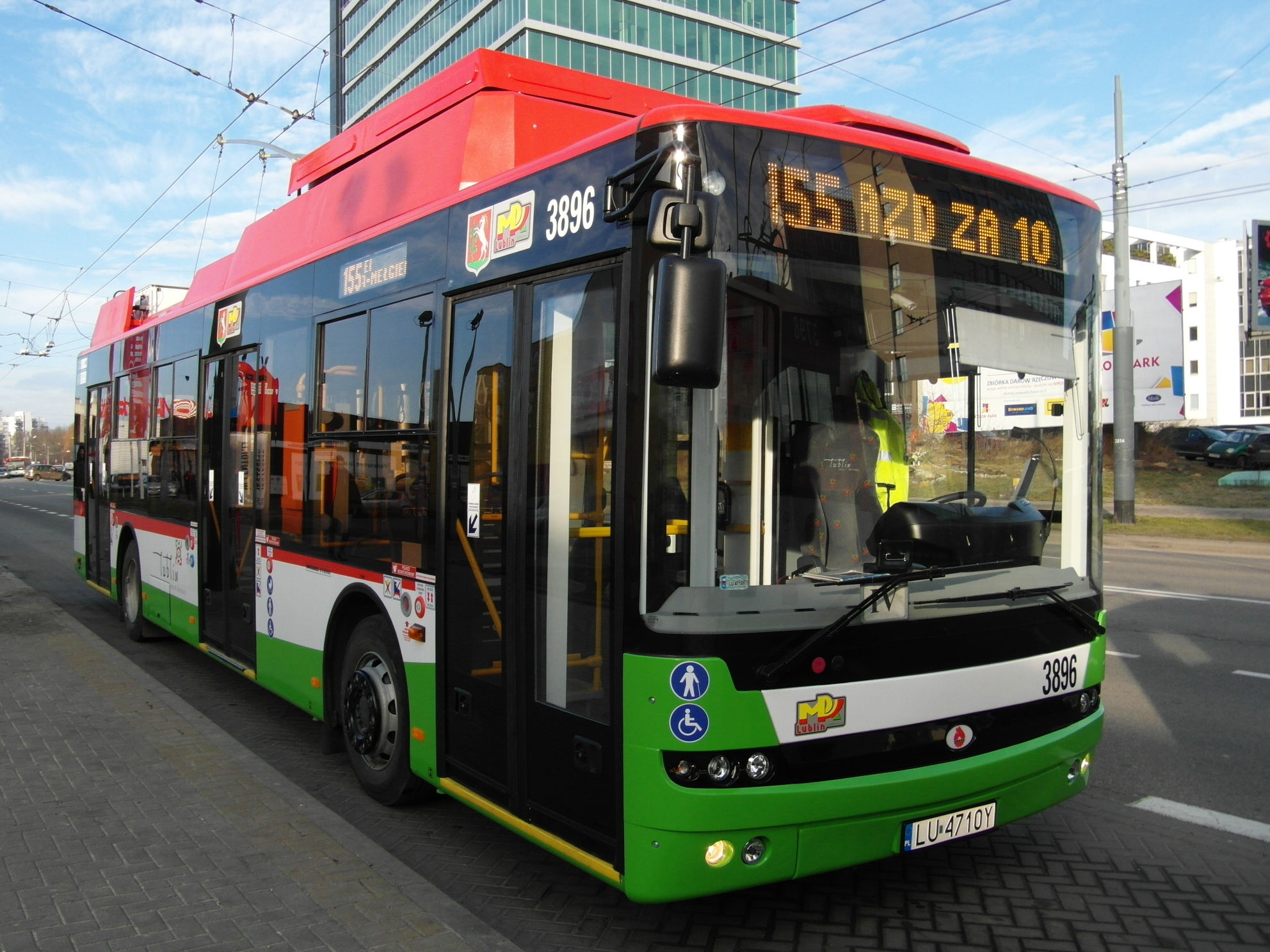
Троллейбус Богдан T70116 в Люблине

## Объём выпуска
| Год выпуска         | 2007   | 2008   | 2009   | 2010   | 2011   | 2012   | 2013 | 2014 | 2015 | 2016 | 2017 | 2018 |
| ------------------- | ------ | ------ | ------ | ------ | ------ | ------ | ---- | ---- | ---- | ---- | ---- | ---- |
| Легковые автомобили | 54 215 | 87 328 | 14 386 | 19 190 | 20 240 | 12 034 | 5958 | 1999 | 0    | 0    | 0    | 0    |
| Автобусы            | 3422   | 3744   | 605    | 867    | 144    | 455    | 496  | 64   | 54   | 78   | 110  | 50   |
| Грузовые автомобили | 835    | 2000   | 7      | 1035   | 650    | 876    | 284  | 122  | 6    | 0    | 0    | 0    |
| Всего               | 58 472 | 93 072 | 14 998 | 21 092 | 21 034 | 13 365 | 6738 | 2185 | 60   | 78   | 110  | 50   |

Кроме показателей, приведённых в таблице выше, также следует учитывать то, что корпорация «Богдан» производила троллейбусы и выполняла военные заказы (на грузовики, внедорожники и бронеавтомобили).

## Проблемы с качеством
В конце 2017 года на Украине возник скандал из-за непригодности медицинского оборудования и самого автомобиля Богдан-2251 для использования в зоне ведения боевых действий из-за его низкого качества изготовления и сборки. Производство и закупка санитарных автомобилей Богдан-2251 остановлено.
28 января 2018 в прямом эфире общественного радио член Совета волонтеров при Министерстве обороны Украины Валентина Варава отметила, что из 100 санитарных автомобилей Богдан-2251 на фронт передали 50 автомобилей, причем 25 из них сломались, не проехав и 10 000 километров.